# BBC Arabic Television
Арабське Телебачення Бі-бі-сі (англ. BBC Arabic Television) - телевізійний канал британської компанії Бі-бі-сі, що віщає на Близький Схід. Мовлення розпочато 11 березня 2008.
Раніше канал був анонсований у жовтні 2005 року, і розпочав мовлення влітку 2007 року, але мовлення було скасовано.

## Заснування
Канал був запущений BBC World Service на кошти гранту виділеного британським Форін-офісом.
У 2011 році британський уряд скоротив фінансування BBC World Service, тим самим змусивши закрити канали на п'яти мовах, але при цьому збільшив фінансування каналу Арабського Телебачення Бі-бі-сі, що, за словами міністра закордонних справ Великої Британії Вільяма Хейга, було зроблено для підтримки Арабського Телебачення Бі-бі-сі в його корисної роботи в регіоні.

## Передісторія
Цей канал — не перша спроба компанії Бі-бі-сі організувати телевізійне мовлення в арабському світі. Попередній канал був Закрито 21 квітня 1996 року — через 2 роки мовлення, після того як партнер по мовленню компанія Orbit Communications Corporation (що належить принцу Халідові — кузена короля Саудівській Аравії Фадха) припинила партнерство після показу епізоду в якому критикувалося уряд Саудівської Аравії. Багато хто з числа персоналу каналу після його закриття перейшли на роботу в телекомпанію Аль-Джазіра.

## Конкуренти
- Al-Alam
- Аль-Арабія
- Alhurra
- Аль-Джазіра
- France 24
- Русія аль-Яум
- Sky News Arabia